# Deux Drôles d'oiseaux
Pour les articles homonymes, voir Drôles d'oiseaux.
Pour plus de détails, voir Fiche technique et Distribution.
Deux Drôles d'oiseaux (Wrestling Ernest Hemingway) est un film américain réalisé par Randa Haines et sorti en 1993.

## Synopsis
Frank et Walter, deux retraités, font connaissance, sympathisent, finissent par se disputer puis par se fâcher après avoir semé la zizanie dans leur (petit) entourage…

## Fiche technique
- Titre français : Deux Drôles d'oiseaux
- Autre titre francophone : Bras de fer avec Hemingway
- Titre original : Wrestling Ernest Hemingway
- Réalisation : Randa Haines
- Scénario : Steve Conrad
- Musique : Michael Convertino
- Direction de la photographie : Lajos Koltai
- Décors : Waldemar Kalinowski
- Costumes : Joe I. Tompkins
- Montage : Paul Hirsch
- Pays de production :  États-Unis
- Langue de tournage : anglais
- Producteurs : Todd Black, Joe Wizan
- Société de production : Warner Bros. Pictures
- Société de distribution : Warner Bros. Pictures
- Budget : 4,5 millions $
- Format : couleur par Technicolor — 1.85:1 — son Dolby — 35 mm
- Genre : comédie dramatique
- Durée : 123 minutes
- Dates de sortie :
  -  États-Unis : 17 décembre 1993
  -  France : 1995 (en VHS)

## Production
- Tournage extérieur : 
  - Floride : John U. Lloyd Beach State Park, à Dania Beach et à Lake Worth
  - Californie : Hollywood Beach à Oxnard

## Distribution
- Robert Duvall (VF : Serge Lhorca) : Walter
- Richard Harris (VF : Jacques Richard) : Frank
- Shirley MacLaine (VF : Martine Sarcey) : Helen Cooney
- Sandra Bullock (VF : Anneliese Fromont) : Elaine
- Micole Mercurio (VF : Sylvie Genty) : Bernice
- Marty Belafsky (VF : Alexandre Gillet) : Ned Ryan
- Harold Bergman : Sleeper
- Piper Laurie (VF : Michele Bardollet) : Georgia
- Adam Arkin (VF : Mario Santini) : le libraire (non crédité)